# Chaloner Ogle (1726–1816)
Sir Chaloner Ogle, 1. baronet z Worthy (Sir Chaloner Ogle, 1st Baronet Ogle of Worthy) (1726 – 27. srpna 1816) byl britský admirál. U královského námořnictva sloužil od dětství, byl účastníkem dynastických válek 18. století. Aktivně bojoval naposledy ve válce proti USA, později již ve výslužbě dosáhl hodnosti admirála a krátce před smrtí byl povýšen na baroneta (1816).

## Životopis

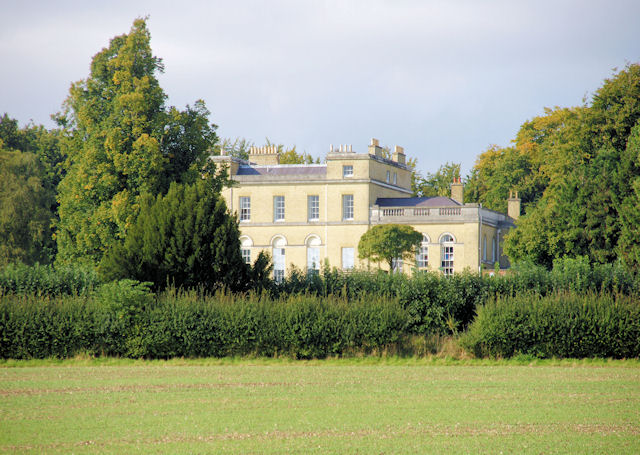
Zámek Worthy Park House (Hampshire), sídlo Chalonera Ogle od roku 1773

Pocházel ze starobylé šlechtické rodiny z Northumberlandu sídlící od 17. do 20. století na zámku Kirkley Hall. Byl synem vojenského lékaře Nathaniela Ogle, byl též synovcem velkoadmirála Sira Chalonera Ogle (1681–1750). Do Royal Navy vstoupil během války o rakouské dědictví a již v devatenácti letech byl poručíkem (1745). Za sedmileté války bojoval v hodnosti kapitána (1756), později byl velitelem několika velkých válečných lodí v různých mořích a v roce 1768 byl povýšen do šlechtického stavu. Pod velením admirála Rodneye bojoval v roce 1780 u Gibraltaru a téhož roku dosáhl hodnosti kontradmirála. Po skončené válce proti USA již aktivně nesloužil, ale v penzi dosáhl ještě hodností viceadmirála (1787) a admirála (1794).
Díky ziskům z ukořistěných obchodních plavidel mohl v roce 1773 zakoupit panství Worthy Park House v hrabství Hampshire a zdejší zámek se pak stal hlavním rodinným sídlem. Když byl krátce před smrtí povýšen na baroneta (1816), titul byl odvozen od názvu tohoto sídla (Baronet Ogle of Worthy).[zdroj?]
Jeho manželkou byla od roku 1761 Hester Thomas (1738–1796), dcera duchovního Johna Thomase, biskupa ve Winchesteru. Z jejich manželství pocházelo šest dětí, pokračovatelem rodu byl syn Charles (1775–1858), který byl velkoadmirálem Royal Navy. Dcera Jemima (1770–1819) se provdala za generála Sira Charlese Asgilla.[zdroj?]